# シーバース

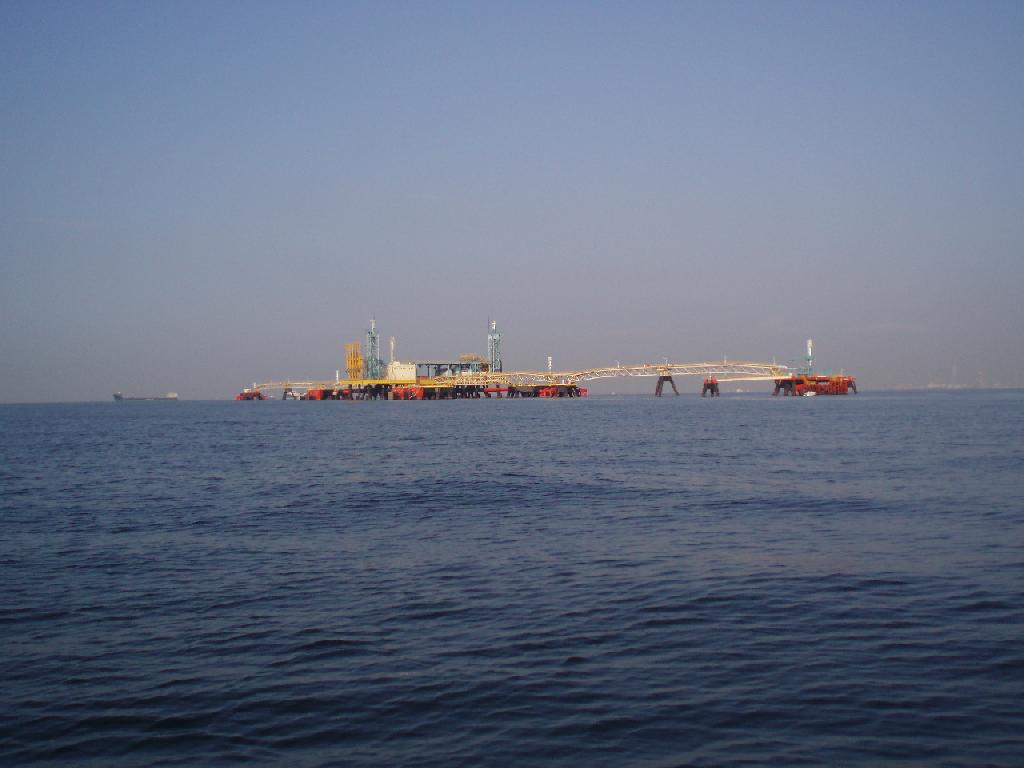
伊勢湾シーバース

シーバース（英、Sea berth）とは、原油やLNGなどの液体の貨物を積んだ喫水の深い船舶が、陸に接する岸壁等の施設に直接停泊することなく、積荷を安全に搬出入するために水深の深い海上に設けられた係留用施設のこと。「原油(LNG)受入基地」とも呼ばれる。

## 概要
原油やLNGの輸送に際しては、他の積荷と比較して次のような問題点が存在する。
- 引火性が極めて高く、陸地のちょっとした引火のきっかけ（タバコの火、火花の発生、自然発火など）が大事故に直結する。
- 原油・LNGの流出
- タンカー自体が大型であるため喫水が深く、陸に接近する事が困難で、かつ着岸に高度な技量を要し、また広大な面積を占有する。

これら問題を解決するため、陸に直接接岸せず、主要な港湾の沖合いに係留用の施設を建設し、それに係留させるものである。係留後、浮沈式オイルフェンス（原油の場合）の設置などの必要な措置を講じた上で原油やLNGを受け入れる。陸への搬送は海底に設置されたパイプラインで直接、精製工場や、タンクに送られる。
また、不測の事態に備え、これらのタンカーの係留時には、警戒船や、消防艇、防災船が待機する。

## 日本の主要なシーバース
- 京浜横浜シーバース
- 京葉シーバース
- 伊勢湾シーバース
- 東燃ゼネラル扇島シーバース